# میلوراد میتروویچ (بازیکن فوتبال، زاده ۱۹۰۸)
میلوراد میتروویچ (انگلیسی: Milorad Mitrović؛ ۱۲ آوریل ۱۹۰۸ – ۹ اوت ۱۹۹۳) بازیکن فوتبال اهل یوگسلاوی بود.
از باشگاه‌هایی که در آن بازی کرده‌است می‌توان به باشگاه ورزشی مون‌پلیه و باشگاه فوتبال بئوگراد اشاره کرد.
وی همچنین در تیم ملی فوتبال یوگسلاوی بازی کرده‌است.